# Hypocharmosyna
Hypocharmosyna — рід папугоподібних птахів родини Psittaculidae. Представники цього роду мешкають на островах Індонезії і Папуа Нової Гвінеї. Раніше їх відносили до роду Червоно-зелений лорікет (Charmosyna), однак за результатами молекулярно-генетичного дослідження, опублікованими у 2020 році, вони були переведені до відновленого роду Hypocharmosyna.

## Види
Виділяють два види:
- Лорікет червонолобий (Hypocharmosyna rubronotata)
- Лорікет червонобокий (Hypocharmosyna placentis)

## Етимологія
Наукова назва роду Hypocharmosyna походить від сполучення слова дав.-гр. ὑπο — дещо схожий на і наукової назви роду Червоно-зелений лорікет (Charmosyna Wagler, 1832).